# 1000 blank white cards
1000 blank white cards (1000 leere weiße Karten) ist ein Sammelkartenspiel, das mit Karten gespielt wird, die während des Spieles gestaltet werden. Das Spiel wurde ursprünglich von Nathan McQuillan aus Madison (Wisconsin, USA) erfunden. Es kann als Parodie auf die heute populären Sammelkartenspiele angesehen werden.
Da die meisten Regeln auf den Karten aufgeführt werden, gibt es weder feste Regeln noch ein Regelbuch. 1000 blank white cards wird gewöhnlich mit 3–6 Spielern gespielt. Die Karten werden normalerweise aus unlinierten Karteikarten gemacht.

## Das Spiel
Das Spiel kann in drei Teile aufgeteilt werden: Die Spielkartenherstellung, das eigentliche Spiel und den Epilog.

### Die Kartenherstellung
Obwohl die Karten zu jeder Zeit des Spieles (außer im Epilog) erstellt werden, ist es nötig, mit einigen zuvor angefertigten Karten zu beginnen. Je nachdem, wie lange das Spiel dauern soll, werden gewöhnlich 80 bis 150 Karten benutzt, von denen etwa die Hälfte schon vor Beginn des Spiels geschaffen wurde. Wenn eine Gruppe noch keine Spielkarten besitzt, kann auch mit weniger Karten begonnen werden und der Großteil während des Spiels hergestellt werden. Wenn die Gruppe schon Karten besitzt (etwa von vorhergegangenen Spielen), können sie noch einige hinzufügen. Darum werden in der ersten Phase des Spiels von jedem Spieler 6 bis 7 neue Spielkarten gemacht und zu den restlichen hinzugefügt.
Wenn alle Karten fertig sind, werden sie (auch die leeren Karten) gemischt. Jeder Spieler bekommt fünf Karten. Die restlichen Spielkarten werden auf der Mitte des Tisches platziert.

### Das eigentliche Spiel
Das Spiel verläuft im Uhrzeigersinn, beginnend mit dem Spieler auf der linken Seite des Kartengebers. Bei jedem Spielzug nimmt der Spieler eine Karte vom zentralen Stapel auf seine Hand. Die Karten können auf jede Person gespielt werden (einschließlich des Spielers, der die Karte ausspielt) oder auf den Tisch (so dass sie jeden Spieler betrifft). Karten mit bleibendem Effekt, wie z. B. die Vergabe von Punkten oder Änderungen der Spielregeln, werden auf dem Tisch behalten, um die Spieler an den Effekt zu erinnern. Spielkarten, die keinen bleibenden Effekt verursachen, und Karten, die für ungültig erklärt wurden, werden auf einem Extrastapel abgelegt.
Leere Karten können zu jeder Zeit des Spieles in spielbare Karten verwandelt werden, indem man sie bemalt (siehe Aufbau der Karten).
Das Spiel läuft so lange, bis alle Karten des zentralen Stapels verbraucht sind und kein Spieler mehr Karten auf der Hand hat, die er spielen könnte. Gewinner ist, wer zum Schluss die meisten Punkte hat.

### Epilog
Weil die Karten, die in jedem Spiel gemacht werden, als Grundlage für die Spielkarten eines zukünftigen Spiels gelten, reduzieren viele Spieler die Karten auf ihre Favoriten. Der Epilog stellt für die Spieler die Möglichkeit dar, gemeinsam zu entscheiden, welche Karten sie behalten und welche nicht.
Viele Spieler glauben, dass die Aufnahme ihrer eigenen Karten in die Bestenliste während des Epilogs den wahren „Sieg“ bei 1000 blank white cards darstellt.

## Der Aufbau einer Karte
In ihrer einfachsten Form besteht eine Karte (normalerweise) aus einem Namen, einem Bild und einer Beschreibung des Effekts. Der Name sollte die Karte eindeutig identifizieren. Das Bild kann so einfach wie ein Strichmännchen sein oder so aufwändig, wie es dem Spieler gefällt. Die Beschreibung ist der Teil, der das Spiel betrifft. Es können Punkte zugesprochen oder abgezogen, ein Spieler zum Aussetzen gezwungen, die Spielrichtung geändert oder allgemein alles getan werden, was dem Spieler einfällt. Die Regeln, die während des Spiels auf die Karten geschrieben werden, machen den Hauptteil der ganzen Regeln aus.